# Шенк, Хайнц
Хайнц Фридрих Шенк (нем. Heinz Friedrich Schenk; 11 декабря 1924, Майнц — 1 мая 2014, Висбаден) — немецкий шоумен, актёр и певец.

## Биография
По окончании гимназии Хайнц Шенк прошёл обучение в отделе ковров и гардин висбаденского универмага Krüger & Brandt и параллельно брал уроки актёрского мастерства. Первым местом работы Шенка стало кабаре Elefant в Вормсе, где ему платили за выступление пять рейхсмарок, кормили ужином и оплачивали проезд в третьем классе. Хайнц Шенк пародировал Хайнца Рюмана, Тео Лингена, Ганса Мозера и Ханса Альберса.
В 1951 году Шенк перешёл на работу ведущим на Гессенское радиовещание. Первые выступления на телевидении состоялись у Шенка на частном канале Telesaar в Сааре в качестве конферансье. Популярность пришла к Шенку благодаря радиопередаче «Франкфуртский будильник» и затем развлекательной телевизионной передаче «У синего козла», в которой он проработал 21 год. Хайнц Шенк являлся автором текстом исполняемых им в передаче песен и прославился как поэт-песенник. В кино Шенк запомнился прежде всего ролью пенсионера Конрада Абса в многосерийном телефильме Wilder Westen inclusive 1988 года и в сатирическом фильме с участием Хапе Керкелинга Kein Pardon 1992 года, где он сыграл темпераментного шоумена Хайнца Вешера. Шенк сотрудничал с Франкфуртским народным театром, сыграл в постановках мюзикла «Моя прекрасная леди» и мольеровском «Скупом».
С 1951 года Хайнц Шенк был женат на парикмахере Герти, которая умерла в 2013 году. Хайнц Шенк умер от последствий инсульта и был похоронен на кладбище в висбаденском районе Наурод. Премьер-министр Гессена Фолькер Буфье отметил в некрологе, что Шенк в течение четырёх десятилетий вносил вклад в формирование имиджа Гессена в Германии.

## Фильмография
- 1982: Ein dicker Hund
- 1983: Laß das — ich haß’ das
- 1988: Wilder Westen inclusive
- 1992: Kein Pardon
- 1996: Peanuts — Die Bank zahlt alles